# LG X500
LG X500은 LG전자가 2017년 2월에 공개하여 2017년 6월 출시한 보급형 스마트폰이다. 대한민국에서는 LG X500이라는 이름으로 2017년 6월 4일 출시되었으나 대한민국을 제외한 출시 국가에는 LG X Power 2라는 이름으로 출시되었다.

## 운영 체제
안드로이드 7.0.0 누가를 탑재하여 출시되었다.

## 특수 기능

### 고속 충전
미디어텍 Pump Express+ 규격에 맞는 급속 충전을 지원한다. 번들로 제공되는 충전기는 V30에 제공되는 것과 같은 충전기이며 9V / 1.8A를 지원한다.

### 전면 광각 카메라
전면에 광각 120도의 카메라를 넣어서 보다 넓은 화각으로 사진을 촬영할 수 있다. X 스크린과 마찬가지로 카메라는 하나지만 LG V 시리즈처럼 일반 모드와 광각 모드를 모두 지원한다. 또한 전면에도 LED 플래시가 있어 어두운 곳에서도 밝게 셀피 카메라를 촬영할 수 있다.

## 색상
- 네이비
- 골드